# المجامع المسكونية السبعة

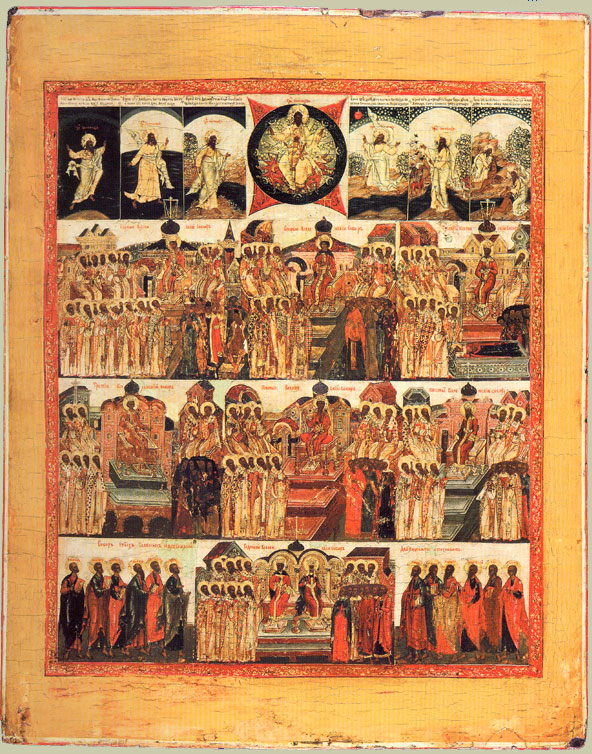

ترى الكنيستان الرومانيّة الكاثوليكية والبيزنطيّة الأرثوذكسيّة أن مجمع خلقيدونية هو المجمع المسكوني الرابع بين المجامع المسكونية السبعة.
انعقد مجمع خلقيدونية سنة 451م  ويُعتبر من أخطر المجامع، إذ نجم عنه انشقاقٌ أدّى إلى انفصال الكنائس الشرقيّة الأرثوذكسيّة التالية (: السريانية والأرمنيّة والقبطية) عن الشركة مع الكنيستين الرومانيّة الكاثوليكيّة والبيزنطيّة الأرثوذكسيّة التي ترى أن مجمع خلقيدونية ليس المجمع المسكوني الرابع في المجامع المسكونية السبعة.

## قوانين المجامع المسكونية السبعة
- بالحقيقة نؤمن بإله واحد الله الابٍ ضابط الكل. خالق السماء والأرض. ما يُرى وما لا يُرى. نؤمن بربٍّ واحد يسوع المسيح. ابن الله الوحيد. المولود من الأب قبل كل الدهور. نور من نور. إله حق. من إله حق. مولود غير مخلوق. مساوٍ للأب في الجوهر. الذي به كان كل شيء.هذا الذي من أجلنا نحن البشر ومن أجل خلاصنا نزل من السماء. وتجسد من الروح القدس ومن مريم العذراء وتأنس. وصلب عنا على عهد بيلاطس البنطي. وتألم وقبر وقام من بين الاموات في اليوم الثالث كما في الكتب. وصعد إلى السماء. وجلس عن يمين ابيه. وأيضاً يأتي في مجده ليدين الأحياء والأموات. الذي ليس لملكه انقضاء.نعم نؤمن بالروح القدس الرب المحيي. المنبثق من الأب.نسجد له ونمجده مع الأب والابن. الناطق بالأنبياء. وبكنيسة واحدة جامعة مقدسة رسولية. ونعترف بمعمودية واحدة لمغفرة الخطايا. وننتظر قيامة الاموات والحياة في الدهر الآتي آمين.
- إننا نعلّم جميعنا تعليماً واحداً تابعين الآباء القديسين. ونعترف بابن واحد هو نفسه ربنا يسوع المسيح. وهو نفسه كامل بحسب اللاهوت وهو نفسه كامل بحسب الناسوت. إله حقيقي وإنسان حقيقي. وهو نفسه من نفس واحدة وجسد واحد. مساوٍ للأب في جوهر اللاهوت. وهو نفسه مساوٍ لنا في جوهر الناسوت مماثل لنا في كل شيء ماعدا الخطيئة. مولود من الأب قبل الدهور بحسب اللاهوت. وهو نفسه في آخر الأيام مولود من مريم العذراء والدة الإله بحسب الناسوت لأجلنا ولأجل خلاصنا. ومعروف هو نفسه مسيحاً وابناً وربّاً ووحيداً واحداً بطبيعتين بلا اختلاط ولا تغيير ولا انقسام ولا انفصال من غير أن يُنفى فرق الطبائع بسبب الاتحاد بل إن خاصة كل واحدة من الطبيعتين ما زالت محفوظة تؤلفان كلتاهما شخصاً واحداً وأقنوماً واحداً لا مقسوماً ولا مجزّءاً إلى شخصين بل هو ابن وحيد واحد هو نفسه الله الكلمة الله الابن الرب يسوع المسيح كما تنبأ عنه الأنبياء منذ البدء وكما علّمنا الرب يسوع المسيح نفسه وكما سلّمنا دستور الآباء.
- ونعترف بالمثل، بحسب رأي الآباء القديسين: في المسيح مشيئتان وإرادتان طبيعيتان وفعلان طبيعيان بدون افتراق، بدون استحالة، بدون انفصال، بدون اختلاط، ونعترف في إرادتان طبيعيتان غير متضادتين معاذ الله ولكن الإرادة الإنسانية في يسوع مطيعة وغير مقاومة وغير ثائرة بل خاضعة للمشيئة الإلهية والكلية القدرة. فكان على مشيئة الجسد أن تتحرك، ولكن أن تخضع للإرادة الإلهية وذلك بحسب أثناسيوس الحكيم جدا.ً
- إننا نقبل الأيقونات ونسجد لها ونكرمها، احتراماً للذين صوّرت عليهم لا عبادة لهم، لأن العبادة إنما تجب لله دون غيره".

## للمزيد راجع المجامع المسكونية
- المجمع المسكوني الأول
- المجمع المسكوني الثاني
- المجمع المسكوني الثالث
- المجمع المسكوني الرابع
- المجمع المسكوني الخامس
- المجمع المسكوني السادس
- المجمع المسكوني السابع